# Blautia celeris
Blautia celeris es una bacteria grampositiva del género Blautia. Fue descrita en el año 2022. Su etimología hace referencia a crecimiento rápido. Es anaerobia estricta e inmóvil. Tiene un tamaño de 0,7-1,2 μm de ancho por 1,5-1,8 μm de largo. Crece en forma individual o en parejas. Forma colonias amarillas, irregulares, elevadas y rugosas tras 3 días de incubación. Temperatura de crecimiento óptima de 37 °C. Tiene un contenido de G+C de 54,21%. Se ha aislado de heces humanas. 